# Moya O’Sullivan
Moya O’Sullivan (* 8. Juni 1926; † 16. Januar 2018) war eine australische Schauspielerin, die im Laufe ihrer über fünfzigjährigen Karriere in zahlreichen wichtigen australischen Fernsehserien aufgetreten ist.
Ihre bekannteste Rolle hatte sie in der Seifenoper Nachbarn, in der sie von 1994 bis 1997 und noch einmal kurzzeitig 2005 mitspielte.

## Filmografie (Auswahl)
- 1960: Farewell, Farewell, Eugene (Fernsehfilm)
- 1961: The Story of Peter Grey (Fernsehserie)
- 1965–1975: Morddezernat Melbourne (Homicide, Fernsehserie, sechs Episoden)
- 1969–1974: Division 4 (Fernsehserie, sechs Episoden)
- 1972: Number 96 (Fernsehserie, eine Episode)
- 1977: Cop Shop (Fernsehserie)
- 1979: A Place in the World (Fernsehserie)
- 1982: Jonah (Fernsehserie)
- 1982: Sons and Daughters (Fernsehserie, elf Episoden)
- 1983–1993: Das Buschkrankenhaus (A Country Practice, Fernsehserie, sechs Episoden)
- 1987–1991: Hey Dad! (Fernsehserie, sieben Episoden)
- 1988: Richmond Hill (Fernsehserie)
- 1989: Body Surfer (Fernsehserie)
- 1992–1993: The Adventures of Skippy (Fernsehserie, 39 Episoden)
- 1994–2005: Nachbarn (Neighbours, Fernsehserie, 214 Episoden)
- 2001: Home and Away (Fernsehserie)
- 2001: Outriders – Abenteuer Australien (Outriders, Fernsehserie, vier Episoden)
- 2001–2008: All Saints (Fernsehserie, vier Episoden)
- 2008: The View from Greenhaven
- 2012: Tricky Business (Fernsehserie, eine Episode)